# Нибиру
Нибиру е хипотетична планета джудже, за чието съществуване се застъпват автори, правещи собствени, непризнати от науката интерпретации на текстове от шумерската митология.
Нибиру се появява за първи път в книгите на Закария Ситчин, който прави собствени интерпретации на шумерски клинописни таблици, като претендира, че той единствен разбира правилно тези таблици. В годините след излизането на книгите му, тази идея предизвиква вълнения в средите на уфолозите, поддръжници на палеоконтакта и др. Тълкуванията му са считани за лъженаучни в академичните среди. Отхвърлените от научната общност интерпретации на Ситчин се състоят в това шумерските космогонични митове да не се приемат за плод на фантазията, а за исторически и научни текстове. В частност, в мита за Енума Елиш, имената на божествата са заменени с имена на предполагаемите планети. Резултатът от това е разказ за извънземни от планетата Нибиру, които били създали човешкия вид  Хомо сапиенс, чрез генетично манипулиране на женски маймуни. Нибиру обикаляла около Слънцето с период от 3600 години, а някои смятат че и през 12 000 години. Всяко следващо нейно преминаване покрай Земята било свързано с катаклизми.